# 726 هـ
726 هـ هي سنة في التقويم الهجري امتدت مقابلةً في التقويم الميلادي بين سنتي 1325 و1326.

## مواليد
- عماد الدين إسماعيل

## وفيات
- ابن أبي زرع
- ابن المطهر الحلي
- داود بن ناصر الموصلي

- قطب الدين اليونيني